# Macarena Simari Birkner
Macarena Simari Birkner (San Carlos de Bariloche, 22 november 1984) is een Argentijnse alpineskiester. Ze nam viermaal deel aan de Olympische Winterspelen, maar behaalde geen medaille. Macarena Simari Birkner is de jongere zus van María Belén Simari Birkner en Cristian Javier Simari Birkner.

## Carrière
Simari Birkner maakte haar wereldbekerdebuut in december 1999 tijdens de slalom in Sestriere. Ze stond nog nooit op het podium van een wereldbekerwedstrijd.
Op de Olympische Winterspelen 2002 eindigde Simari Birkner op de 17e plaats in de combinatie. Vier jaar later, in Turijn, was ze opnieuw van de partij op de Olympische Spelen. Als beste resultaat liet ze een 26e plaats in de combinatie optekenen. Ook op de Olympische Winterspelen 2010 in Vancouver was een 26e plaats op de supercombinatie haar beste resultaat.

## Resultaten

### Titels
Argentijns kampioene slalom - 2002, 2008
Argentijns kampioene reuzenslalom - 2001, 2006

### Wereldkampioenschappen
| Jaar | Plaats                 | Resultaten                                                                |
| ---- | ---------------------- | ------------------------------------------------------------------------- |
| 2001 | Sankt Anton am Arlberg | 32e Slalom 43e Super G DNF Reuzenslalom                                   |
| 2003 | Sankt Moritz           | 21e Combinatie 37e Slalom DNF Reuzenslalom                                |
| 2005 | Bormio                 | 26e Slalom 43e Reuzenslalom                                               |
| 2009 | Val d'Isère            | 23e Supercombinatie 30e Afdaling 30e Slalom 37e Reuzenslalom              |
| 2011 | Garmisch-Partenkirchen | 21e Supercombinatie 31e Afdaling 34e Slalom 56e Reuzenslalom DNF1 Super G |
| 2013 | Schladming             | 26e Supercombinatie 50e Slalom DNS1 Super G DSQ1 Reuzenslalom             |
| 2015 | Vail/Beaver Creek      | 21e Combinatie 34e Afdaling 34e Slalom 37e Super G                        |
| 2017 | Sankt Moritz           | 26e Combinatie 35e Super G 37e Afdaling 41e Slalom                        |

### Olympische Spelen
| Jaar | Plaats         | Resultaten                                                               |
| ---- | -------------- | ------------------------------------------------------------------------ |
| 2002 | Salt Lake City | 17e Combinatie 31e Super G 34e Afdaling 39e Reuzenslalom DNF Slalom      |
| 2006 | Turijn         | 26e Combinatie 31e Reuzenslalom 36e Slalom DNS Super G                   |
| 2010 | Vancouver      | 26e Supercombinatie 31e Afdaling 32e Super G 36e Slalom 45e Reuzenslalom |
| 2014 | Sotsji         | 20e Supercombinatie 26e Super G 27e Slalom 32e Afdaling 39e Reuzenslalom |

### Wereldbeker

#### Eindklasseringen
| Seizoen   | Algm | SC  |
| --------- | ---- | --- |
| 2004/2005 | 101e | 20e |
| 2015/2016 | 118e | 43e |
| 2018/2019 | 126e | 25e |
| 2019/2020 | 122e | 37e |